# Phyllanthus neblinae
Phyllanthus neblinae är en emblikaväxtart som beskrevs av Eugene Jablonszky. Phyllanthus neblinae ingår i släktet Phyllanthus och familjen emblikaväxter. Inga underarter finns listade i Catalogue of Life.